# 片碣頌
片碣頌（편갈송）は、壬辰倭乱の際の中国明軍の武将である。
中国明の漁陽摠節使を務めていた時に、丁酉再乱が勃発、経略都督として李氏朝鮮に出兵したが、姦臣の罪により帰国することができず、李氏朝鮮に帰化した。
朝鮮氏族の浙江片氏の始祖である。